# ÷ (album)
÷ (stilizzazione di Divide) è il quinto album in studio del cantautore britannico Ed Sheeran, pubblicato il 3 marzo 2017 dalla Asylum Records e dalla Atlantic Records.

## Antefatti
Il 12 dicembre 2015 Sheeran, parallelamente alla decisione di prendersi una pausa dalle scene musicali, ha rivelato di essere al lavoro per il seguito di X, spiegando che sarebbe potuto uscire nell'autunno 2016.
Il 1º gennaio 2017 il cantante ha rivelato su Twitter la pubblicazione di «nuova musica» prevista cinque giorni più tardi, mentre il 12 dello stesso mese ha annunciato titolo, lista tracce e data di pubblicazione dell'album.

## Promozione
Il 6 gennaio 2017 sono stati pubblicati contemporaneamente i singoli Castle on the Hill e Shape of You, che hanno ottenuto un buon successo a livello globale. Il 17 febbraio, in occasione del suo 26º compleanno, Sheeran ha reso disponibile per l'ascolto il brano How Would You Feel (Paean), da lui definito uno dei suoi preferiti dell'album, mentre il 28 dello stesso mese ha eseguito per la prima volta dal vivo il brano d'apertura Eraser presso SB.TV.
Il 17 marzo 2017 il cantante ha pubblicato il lyric video per il brano Galway Girl, quest'ultimo pubblicato come terzo singolo il 7 aprile in una versione remixata da Martin Jensen. Il quarto singolo estratto dall'album è stato Perfect, uscito il 26 settembre.

## Tracce
1. Eraser – 3:46 (Ed Sheeran, Johnny McDaid)
2. Castle on the Hill – 4:21 (Ed Sheeran, Benjamin Levin)
3. Dive – 3:57 (Ed Sheeran, Benjamin Levin, Julia Michaels)
4. Shape of You – 3:53 (Ed Sheeran, Johnny McDaid, Steve Mac)
5. Perfect – 4:22 (Ed Sheeran)
6. Galway Girl – 2:49 (Ed Sheeran, Foy Vance, Johnny McDaid, Amy Wadge, Eamon Murray, Niamh Dunne, Liam Bradley, Damian McKee, Sean Graham)
7. Happier – 3:26 (Ed Sheeran, Benjamin Levin, Ryan Tedder)
8. New Man – 3:07 (Ed Sheeran, Benjamin Levin, Jessie Dare, Ammar Malik)
9. Hearts Don't Break Around Here – 4:07 (Ed Sheeran, Johnny McDaid)
10. What Do I Know? – 3:55 (Ed Sheeran, Foy Vance, Johnny McDaid)
11. How Would You Feel (Paean) – 4:40 (Ed Sheeran)
12. Supermarket Flowers – 3:37 (Ed Sheeran, Benjamin Levin, Johnny McDaid)

Tracce bonus nell'edizione deluxe
1. Barcelona – 3:09 (Ed Sheeran, Amy Wadge, Foy Vance, Johnny McDaid, Benjamin Levin)
2. Bibia Be Ye Ye – 2:54 (Ed Sheeran, Nana Richard Abiona, Jospeh Addison, Stephen Woode, Benjamin Levin)
3. Nancy Mulligan – 2:56 (Ed Sheeran, Amy Wadge, Johnny McDaid, Foy Vance, Murray Cummings, Benjamin Levin)
4. Save Myself – 4:04 (Ed Sheeran, Amy Wadge, Timothy McKenzie)

## Formazione
Musicisti
- Ed Sheeran – voce, cori (tracce 1-6, 9 e 10), chitarra (tracce 1-4, 6 e 7), mandolino (traccia 2), basso (tracce 3, 9 e 10), percussioni (tracce 4, 9 e 10), chitarra acustica (tracce 5, 8, 9-11), chitarra elettrica (tracce 5 e 9), violoncello (traccia 7), batteria (traccia 9)
- Oscar Holding – basso (tracce 1 e 11)
- Mikey Rowe – tastiera (traccia 1)
- Leo Abrahams – chitarra (traccia 1)
- Johnny McDaid – tastiera, chitarra e programmazione (traccia 1), chitarra acustica (traccia 6), pianoforte (tracce 7 e 12), cori (traccia 12)
- Benny Blanco – programmazione e tastiera (tracce 2, 3, 7, 8 e 12), cori (traccia 7)
- Pino Palladino – basso (tracce 2, 3, 5 e 8)
- Leo Taylor – batteria (tracce 2 e 3)
- Thomas Bartlett – tastiera e pianoforte (tracce 2, 3 e 7)
- Jessie Ware – cori (tracce 3, 7 e 8)
- Angelo Mysterioso – chitarra (traccia 3)
- Steve Mac – tastiera (traccia 4)
- Chris Laws – batteria (traccia 4)
- Wayne Hernandez – cori (traccia 4)
- Travis Cole – cori (traccia 4)
- Geo Gabriel – cori (traccia 4)
- Will Hicks – chitarra elettrica, percussioni e programmazione (traccia 5)
- Jay Lewis – batteria (traccia 5)
- John Tilley – pianoforte e organo Hammond (traccia 5)
- Matthew Sheeran – arrangiamento strumenti ad arco (tracce 5 e 7)
- Peter Gregson – direzione dell'orchestra (tracce 5 e 7), violoncello (traccia 11)
- Patrick Kiernan – primo violino (tracce 5 e 7)
- Magnus Johnston – primo violino (tracce 5 e 7)
- Matthew Denton – primo violino (tracce 5 e 7)
- Marije Johnston – primo violino (tracce 5 e 7)
- Jan Regulski – primo violino (tracce 5 e 7)
- Martyn Jackson – primo violino (tracce 5 e 7)
- Mandhira De Saram – primo violino (tracce 5 e 7)
- Simon Hewitt Jones – primo violino (tracce 5 e 7)
- James Dickenson – secondo violino (tracce 5 e 7)
- Jeremy Morris – secondo violino (tracce 5 e 7)
- Debbie Widdup – secondo violino (tracce 5 e 7)
- Fenella Barton – secondo violino (tracce 5 e 7)
- Alison Dods – secondo violino (tracce 5 e 7)
- Kirsty Mangan – secondo violino (tracce 5 e 7)
- Rachel Roberts – viola (tracce 5 e 7)
- Meghan Cassidy – viola (tracce 5 e 7)
- Kotono Sato – viola (tracce 5 e 7)
- Laurie Anderson – viola (tracce 5 e 7)
- Tim Lowe – violoncello (tracce 5 e 7)
- Nick Cooper – violoncello (tracce 5 e 7)
- Katherine Jenkinson – violoncello (tracce 5 e 7)
- Leon Bosch – contrabbasso (tracce 5 e 7)
- Ben Russell – contrabbasso (tracce 5 e 7)
- Nick Cartledge – flauto traverso e ottavino (tracce 5 e 7)
- Charys Green – clarinetto (tracce 5 e 7)
- Mike Elizondo – programmazione della batteria, bass synth, pianoforte e tastiera (traccia 6)
- Eamon Murray – cori e bodhrán (tracce 6 e 7)
- Niamh Dunne – cori e fiddle (tracce 6 e 7)
- Liam Bradley – cori e pianoforte (tracce 6 e 7)
- Damian McKee – cori e fisarmonica (tracce 6 e 7)
- Sean Graham – cori e fisarmonica (tracce 6 e 7)
- Foy Vance – cori (traccia 6)
- Brian Finnegan – tin whistle (traccia 6)
- Trevor Lawrence Jr. – batteria (traccia 6)
- Phillip Peterson – arrangiamento strumenti ad arco e violoncello (traccia 7)
- Victoria B Parker – violino (traccia 7)
- Ryan Tedder – pianoforte (traccia 7)
- Francis Farewell Starlite – cori (traccia 8)
- Ammar Malik – cori (traccia 8)
- DJ Final – scratch (traccia 8)
- Joe Rubel – programmazione della batteria (tracce 9 e 10), chitarra e sintetizzatori aggiuntivi (traccia 9), chitarra elettrica aggiuntiva (traccia 11)
- Laurence Love Greed – pianoforte (tracce 9 e 11)
- Karl Brazil – batteria (traccia 11)
- John Mayer – chitarra elettrica (traccia 11)

Produzione
- Johnny McDaid – produzione (tracce 1, 10 e 12)
- Ed Sheeran – coproduzione (tracce 1, 4 e 12), produzione (tracce 2, 5, 9, 10 e 11)
- Joe Rubel – ingegneria del suono
- Graham Archer – ingegneria del suono (tracce 1, 6 e 11)
- Duncan Fuller – assistenza tecnica (tracce 1, 6, 10 e 11)
- Mark "Spike" Stent – missaggio
- Geoff Swan – assistenza al missaggio
- Michael Freeman – assistenza al missaggio
- Stuart Hawkes – mastering
- Benny Blanco – produzione (tracce 2, 3, 7, 8 e 12), produzione aggiuntiva (traccia 5)
- Chris Sclafani – ingegneria del suono (tracce 2, 3, 5, 7, 8 e 12)
- Matt Jones – assistenza tecnica (tracce 3, 5 e 7)
- George Oulton – assistenza tecnica (tracce 3, 5 e 7)
- Steve Mac – produzione (traccia 4)
- Dann Pursey – ingegneria del suono (traccia 4)
- Chris Laws – ingegneria del suono (traccia 4)
- Will Hicks – produzione (traccia 5)
- Paul Pritchard – assistenza tecnica (traccia 5)
- Jack Fairbrother – assistenza tecnica (traccia 5)
- Johnny Solway – assistenza tecnica (traccia 5)
- Mike Elizondo – produzione (traccia 6)
- Adam Hawkins – ingegneria del suono (traccia 6)
- Brent Arrowood – assistenza tecnica (traccia 6)
- Archie Carter – assistenza tecnica (tracce 9-11)
- Robert Sellens – assistenza tecnica (tracce 9-11)

## Successo commerciale
L'album ha venduto 232 000 copie nel Regno Unito solo durante il primo giorno di messa in vendita, superando le cifre ottenute dal precedente album X nella sua prima settimana dalla messa in commercio. Nei primi tre giorni, l'album ha incrementato le proprie vendite e raggiunto le 432 000 copie, ottenendo così la prima posizione della classifica britannica degli album. L'album ha venduto un totale di 672 000 copie nel Regno Unito durante la prima settimana, diventando il disco venduto più velocemente di sempre nel Regno Unito da un artista maschile e il terzo in assoluto dietro 25 di Adele (800 307 copie nella prima settimana) e Be Here Now degli Oasis (696 000 copie nella prima settimana). Durante la settimana di debutto di ÷, Sheeran ha avuto i suoi primi tre album nella top 5 della classifica britannica. In aggiunta, ha stabilito il record per il maggior numero di brani dallo stesso album nella top 10 della classifica britannica dei singoli (9 su 10). Tutti i brani dell'album (comprese le bonus track dell'edizione deluxe) sono inoltre entrati nella top 20. L'album ha raggiunto il milione di vendite nel Regno Unito dopo soli sedici giorni. È rimasto in vetta alla classifica britannica degli album per un totale di venti settimane non consecutive. ÷ è diventato il disco di maggior successo dell'anno nel Regno Unito con oltre 2 128 000 copie vendute entro la fine del 2017.

### Controversia
Il gran numero di brani tratti dall'album entrati contemporaneamente nella classifica britannica dei singoli ha portato la Official Charts Company a riconsiderare il modo in cui compilare le proprie classifiche. In risposta alle polemiche e per aiutare nuovi artisti nelle classifiche, la società ha introdotto una regola che limita il numero di tracce di uno stesso artista nella top 100 ufficiale a un numero massimo di tre brani, a partire dal 7 luglio 2017.

## Classifiche

### Classifiche settimanali
| Classifica (2017) | Posizione massima |
| ----------------- | ----------------- |
| Australia         | 1                 |
| Austria           | 1                 |
| Belgio (Fiandre)  | 1                 |
| Belgio (Vallonia) | 2                 |
| Brasile           | 1                 |
| Canada            | 1                 |
| Corea del Sud     | 28                |
| Croazia           | 1                 |
| Danimarca         | 1                 |
| Finlandia         | 1                 |
| Francia           | 2                 |
| Germania          | 1                 |
| Giappone          | 5                 |
| Grecia            | 5                 |
| Irlanda           | 1                 |
| Italia            | 1                 |
| Messico           | 2                 |
| Norvegia          | 1                 |
| Nuova Zelanda     | 1                 |
| Paesi Bassi       | 1                 |
| Polonia           | 1                 |
| Portogallo        | 1                 |
| Regno Unito       | 1                 |
| Repubblica Ceca   | 1                 |
| Slovacchia        | 1                 |
| Spagna            | 1                 |
| Stati Uniti       | 1                 |
| Svezia            | 1                 |
| Svizzera          | 1                 |
| Ungheria          | 1                 |

### Classifiche di fine anno
| Classifica (2017) | Posizione |
| ----------------- | --------- |
| Australia         | 1         |
| Austria           | 2         |
| Belgio (Fiandre)  | 1         |
| Belgio (Vallonia) | 4         |
| Canada            | 1         |
| Croazia           | 1         |
| Danimarca         | 1         |
| Finlandia         | 2         |
| Francia           | 1         |
| Germania          | 2         |
| Giappone          | 40        |
| Islanda           | 4         |
| Italia            | 1         |
| Lettonia          | 1         |
| Messico           | 20        |
| Norvegia          | 1         |
| Nuova Zelanda     | 1         |
| Paesi Bassi       | 1         |
| Polonia           | 2         |
| Portogallo        | 6         |
| Regno Unito       | 1         |
| Spagna            | 7         |
| Stati Uniti       | 4         |
| Svezia            | 1         |
| Svizzera          | 1         |
| Ungheria          | 2         |
| Classifica (2018) | Posizione |
| Australia         | 2         |
| Austria           | 2         |
| Belgio (Fiandre)  | 2         |
| Belgio (Vallonia) | 14        |
| Canada            | 2         |
| Danimarca         | 2         |
| Estonia           | 7         |
| Francia           | 11        |
| Germania          | 5         |
| Irlanda           | 3         |
| Islanda           | 10        |
| Italia            | 10        |
| Messico           | 65        |
| Norvegia          | 3         |
| Nuova Zelanda     | 1         |
| Paesi Bassi       | 2         |
| Polonia           | 19        |
| Regno Unito       | 3         |
| Slovacchia        | 1         |
| Spagna            | 16        |
| Stati Uniti       | 5         |
| Svezia            | 4         |
| Svizzera          | 2         |
| Ungheria          | 28        |
| Classifica (2019) | Posizione |
| Australia         | 2         |
| Austria           | 29        |
| Belgio (Fiandre)  | 12        |
| Belgio (Vallonia) | 67        |
| Canada            | 13        |
| Danimarca         | 8         |
| Germania          | 58        |
| Irlanda           | 10        |
| Islanda           | 14        |
| Italia            | 44        |
| Lettonia          | 23        |
| Norvegia          | 17        |
| Nuova Zelanda     | 5         |
| Paesi Bassi       | 9         |
| Polonia           | 90        |
| Portogallo        | 25        |
| Regno Unito       | 11        |
| Repubblica Ceca   | 10        |
| Spagna            | 51        |
| Stati Uniti       | 31        |
| Sudafrica         | 1         |
| Svezia            | 21        |
| Svizzera          | 14        |
| Ungheria          | 90        |
| Classifica (2020) | Posizione |
| Australia         | 16        |
| Austria           | 39        |
| Belgio (Fiandre)  | 25        |
| Belgio (Vallonia) | 140       |
| Canada            | 29        |
| Danimarca         | 14        |
| Irlanda           | 16        |
| Islanda           | 41        |
| Italia            | 69        |
| Norvegia          | 23        |
| Nuova Zelanda     | 14        |
| Paesi Bassi       | 21        |
| Regno Unito       | 13        |
| Repubblica Ceca   | 7         |
| Stati Uniti       | 65        |
| Svezia            | 26        |
| Svizzera          | 40        |
| Classifica (2021) | Posizione |
| Australia         | 13        |
| Austria           | 13        |
| Belgio (Fiandre)  | 21        |
| Belgio (Vallonia) | 105       |
| Canada            | 25        |
| Danimarca         | 8         |
| Germania          | 94        |
| Irlanda           | 13        |
| Islanda           | 43        |
| Italia            | 53        |
| Norvegia          | 25        |
| Nuova Zelanda     | 16        |
| Paesi Bassi       | 17        |
| Regno Unito       | 7         |
| Stati Uniti       | 71        |
| Svezia            | 32        |
| Svizzera          | 28        |
| Classifica (2022) | Posizione |
| Australia         | 22        |
| Austria           | 13        |
| Danimarca         | 11        |
| Germania          | 66        |
| Islanda           | 79        |
| Italia            | 83        |
| Norvegia          | 30        |
| Nuova Zelanda     | 14        |
| Paesi Bassi       | 20        |
| Regno Unito       | 12        |
| Svezia            | 52        |
| Svizzera          | 34        |
| Classifica (2023) | Posizione |
| Norvegia          | 37        |
| Classifica (2024) | Posizione |
| Portogallo        | 128       |

### Classifiche di fine decennio
| Classifica (2010-19) | Posizione |
| -------------------- | --------- |
| Australia            | 4         |
| Belgio (Fiandre)     | 26        |
| Belgio (Vallonia)    | 105       |
| Norvegia             | 4         |
| Paesi Bassi          | 3         |
| Regno Unito          | 4         |
| Stati Uniti          | 3         |

### Classifiche di fine secolo
| Classifica (2000-2024) | Posizione |
| ---------------------- | --------- |
| Stati Uniti            | 11        |

## Date di pubblicazione
| Paese   | Data di pubblicazione | Formato                              | Edizione          | Etichetta          |
| ------- | --------------------- | ------------------------------------ | ----------------- | ------------------ |
| Mondo   | 3 marzo 2017          | CD, LP, download digitale, streaming | standard e deluxe | Warner Music Group |
| Francia | 3 marzo 2017          | CD                                   | Collector Edition | Warner Music Group |